# Saint-Maurice-sur-Vingeanne
 Saint-Maurice-sur-Vingeanne  là một xã ở tỉnh Côte-d'Or trong vùng Bourgogne-Franche-Comté, phía đông nước Pháp. Khu vực này có độ cao trung bình 235 mét trên mực nước biển.